# Højreby
Højreby foi um município da Dinamarca, localizado na região sul, no condado de Storstrom. O município detinha uma área de 128 km² e uma  população de 4 062 habitantes, segundo o censo de 2004.
A partir de 1 de Janeiro de 2007, com a entrada em vigor da reforma administrativa, o município foi suprimido juntamente com os municípios de Holeby, Maribo, Nakskov, Ravnsborg, Rudbjerg e Rødby, para dar lugar ao recentemente constituído município de Lolland, na região de Zelândia.